# ヒラリー・ハーグ
ヒラリー・ハーグ（Hilary Haag、1973年12月3日 -）は、アメリカ合衆国の女性声優。ADVフィルムとセンタイ・フィルムワークスに勤務している。

## 略歴
テキサス州・サンアントニオに生まれる。高校卒業後と同時にロサンゼルスに移住し、テキサスA&M大学で修辞学を専攻して卒業した。卒業後はヒューストンに移住した。
1996年より声優としてのキャリアを始める。初めてのデビューは、「機動戦艦ナデシコ」で白鳥ユキナの吹き替え版を演じたことからだった。これが脚光を浴びるキッカケとなり、断続的だったが、ハーグは子供から若い女性といった役まで演じ声優として貢献を果たすことができた。

## 出演作品

### テレビアニメ
- 機動戦艦ナデシコ (白鳥ユキナ)
- フルメタル・パニック! (テレサ・テスタロッサ)
- ぱにぽに (レベッカ宮本)
- 極上生徒会 (和泉 香)
- Angel Beats! (ユイ)
- インフィニットストラトス (凰 鈴音)
- 妖狐×僕SS (白鬼院 凜々蝶)
- ef - a tale of memories. / ef - a tale of melodies. (羽山 ミズキ)
- キルミーベイベー (折部 やすな)
- めだかボックス (不知火 半袖)
- 食戟のソーマ (リュシ・ユゴー)[3]
- BanG Dream! (珠手 ちゆ)
- 女子高生の無駄づかい (百井 咲久)
- さくら荘のペットな彼女 (長谷 栞奈)
- 学校の怪談 (テレビアニメ) (宮ノ下さつき)

### 劇場アニメ
- 秒速5センチメートル (篠原 明里)
- ルー=ガルー 忌避すべき狼 (都築 澪)
- 星を追う子ども (渡瀬 明日菜)
- ガールズ&パンツァー 劇場版 (カチューシャ)